# Guerre frontalière entre l'Éthiopie et la Somalie de 1964
La Guerre frontalière entre l'Éthiopie et la Somalie de 1964 est une courte guerre entre la République somalienne et l'Empire éthiopien au cours de laquelle l'Éthiopie a attaqué plusieurs villes le long de la frontière somalo-éthiopienne en réponse à la signature par la Somalie d'un pacte d'assistance militaire avec l'Union soviétique, qui s'est engagée à équiper une armée de 20 000 hommes.

## Contexte

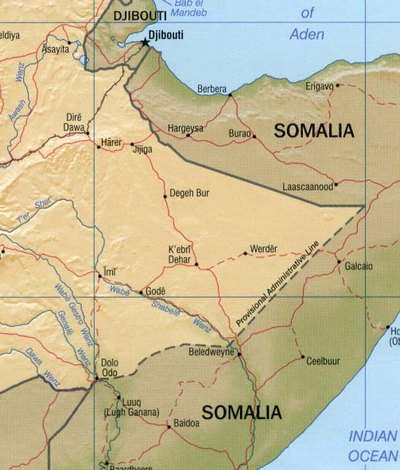
La région de l'Ogaden en Éthiopie, où les combats ont eu lieu

Après l'indépendance et l'unification du Somaliland britannique et du territoire sous tutelle de la Somalie le 1er juillet 1960, l'un des principaux objectifs de la République somalienne est l'unification de la Grande Somalie, qui comprend la région d'Ogaden en Éthiopie. Le gouvernement somalien soutient la révolte de Bale (en) menée par Waqo Gutu (en) qui commence en 1962. Le 16 juin 1963, après que le gouvernement éthiopien ait tenté de collecter des impôts, les guérilleros somalis lancent une insurrection mineure à Hodayo, un point d'eau au nord du Werder. Les guérilleros sont largement soutenus par le gouvernement somalien et opèrent dans les basses terres des provinces de Hararghe et de Balé. Leur nombre passe finalement à environ 3 000, mais ils ne constituent jamais une menace sérieuse pour le gouvernement.
Le gouvernement de Mogadiscio devient indépendant le 1er juillet 1960. Son drapeau est dominé par une étoile, dont trois points représentent Djibouti, la région nord du Kenya habitée en Somalie et l'Ogaden éthiopien. Ensemble, ces derniers constituent la Somalie irrédente. Dans l’Ogaden, de jeunes hommes s'organisent en unités de combat clandestines, écoutant les émissions radiophoniques constantes de Mogadiscio pour se préparer à une guerre de libération.
En février 1963, le gouvernement éthiopien cherche à mettre en place une taxe d'entrée pour aider à soutenir les efforts de développement dans l'Ogaden. Les nomades somaliens résistent vigoureusement à la taxe et se rebellent, soutenus par les bandes armées puis, à l'automne 1963, par les troupes somaliennes.
En novembre, Mogadiscio signe un pacte d'assistance militaire avec l'Union soviétique, qui s'engage à équiper une armée de 20 000 hommes. Choqués, les Éthiopiens attaquent les postes frontières somaliens et les villes voisines en janvier 1964 et, après de durs combats, imposent un cessez-le-feu. Cependant, les négociations ultérieures ne permettent pas de résoudre les divergences entre l’objectif de la Somalie d’unir tous ses compatriotes et la nécessité pour l’Éthiopie de conserver son intégrité nationale, comme elle le fait en Érythrée.

## Déroulement
Début février 1964, l'armée éthiopienne attaque depuis Dolo, la plupart de ses forces attaquant depuis Togochale (au nord-est de Jijiga) sous les ordres du général Andom, commandant de la troisième division. L'attaque éthiopienne sur Togochale, se compose d'une compagnie aéroportée, d'un bataillon d'infanterie, d'une batterie d'artillerie et d'un peloton mécanisé composé de chars M24, avec le soutien de l'armée de l'air, qui commence des frappes punitives à travers la frontière sud-ouest contre Feerfeer (en) (au nord-est de Beledweyne) et Galkacyo. Bien qu’ils soient en infériorité numérique, les Somalis combattent la force d’invasion beaucoup plus importante jusqu’à un arrêt des combats qui ouvre la voie à des pourparlers à Khartoum.

## Conséquences
Le 6 avril 1964, la Somalie et l'Éthiopie conviennent d'un cessez-le-feu. À la fin du mois, les deux parties signent un accord à Khartoum, au Soudan, acceptant de retirer leurs troupes de la frontière, de cesser la propagande hostile et d'entamer des négociations de paix, La guerre frontalière conduit également l'Organisation de l'unité africaine à adopter la déclaration du Caire en juillet 1964 qui appelle tous les États membres à respecter les frontières existantes. Les négociations de Khartoum conduisent à la fin de l'insurrection somalienne dans l'Ogaden pendant un certain temps, mais les hostilités redémarrent lors de la tentative suivante de la Somalie d'annexer l'Ogaden durant la guerre de l'Ogaden en 1977.